# پاندو
پاندو (سانسکریت: पाण्‍डु) از شخصیت‌های اسطوره ای یادشده در رزمنامه هندی مهاباراتا است. وی فرزند ریشی ود ویاسا از آمبالیکا شهدختِ کاشی بود، لیکن از آن روی که ویاسا نسبِ شاهی نداشت، پاندو پسر ویچیتراویریا دانسته می‌شود.
او دو همسر به نام‌های کنتی و مدری داشت که پنج فرزند برای وی آوردند: جدهشتر، بهیم، ارجن، ناکول و سهادیو. این پنج تن به پانداوا (Pandava) مشهور گشتند. پاندو، پدر پانداوا مذکور در منظومهٔ مهاباراتا است که با پسرعموهای خود در جنگ هستند.